# Thomas J. R. Hughes
Thomas Joseph Robert Hughes (né le 3 août 1943) est un ingénieur et mathématicien américain.

## Biographie
Hughes étudie l'ingénierie mécanique à l'Institut Pratt (master) et les mathématiques à l'Université de Californie à Berkeley (master également), où il obtient son Ph. D. en ingénierie en 1974 sous la direction de Jacob Lubliner avec une thèse intitulée  A Study of the One-Dimensional Theory of Arterial Pulse Propagation. Il est d'abord ingénieur chez Grumman Aerospace et General Dynamics, et est ensuite en poste à l'Université de Californie à Berkeley,, au California Institute of Technology et à l'université Stanford, où dirige la Faculté de génie mécanique. Enfin, Hughes est professeur de conception d'avions et de mécanique d'ingénierie à l'Université du Texas à Austin,.

## Activité scientifique
Hughes est un scientifique spécialisé en mécanique numérique, en particulier la méthode des éléments finis et la conception assistée par ordinateur (analyse isogéométrique), en théorie de l'élasticité et de la plasticité et en hydrodynamique. Il a développé des méthodes de modélisation pour l'écoulement dans les systèmes de vaisseaux sanguins à partir de données de tomographie par ordinateur, méthodes spécialement adaptables aux patients individuels.

## Prix et récompenses
Hughes a reçu de nombreux prix, parmi lesquels la médaille Eringen (2020), la médaille Wilhelm-Exner (2014), la médaille Theodore-von-Kármán (2009) et la médaille Timoshenko (2007), la médaille Worcester Reed Warner (1998), la médaille Melville (1979) et le Computational Mechanics Award de la Société japonaise des ingénieurs en mécanique (1978). Il a également reçu le prix de recherche Humboldt pour scientifiques américains.
Il est docteur honoris causa de l'université de Pavie (2007), de l'Université norvégienne de sciences et de technologie (2009), de l'université de La Corogne (2013) et de l'Institut National des Sciences Appliquées de Lyon (2024).
En 2010, il a donné une conférence plénière au Congrès international des mathématiciens à Hyderabad (Analyse isogéométrique).
Il est membre de l'Académie nationale des sciences, de l'Académie américaine des arts et des sciences et de l'Académie nationale d'ingénierie des États-Unis (1995). En 1999, il a occupé la chaire Galiléo à l'École normale supérieure de Pise. Il est membre étranger de la Royal Society, il est membre de l'Académie autrichienne des sciences, de l'Académie des sciences et des lettres de l'institut lombard, membre honoraire de la Japan Association for Computational Mechanics, membre « distingué » (Distinguished Member) de l'American Society of Civil Engineers (ASCE).

## Publications (sélection)
Il est auteur de plus de 300 publications d'après Zentralblatt MATH.
Éditeur
- avec Erwin Stein et René de Borst (éditeurs), Encyclopedia of computational mechanics (en trois volumes), Wiley, 2004.
- avec Ernest Hinton (éditeurs), Finite element methods for plate and shell structures (2 volumes), Pineridge Press, 1986.
- avec  Ted Belytschko (éditeurs), Computational methods in mechanics, North-Holland, 1983.

Livres
- avec Jerrold Marsden, Mathematical foundations of elasticity, Prentice-Hall, 1983, Dover 1994.
- avec Jerrold Marsden, A short course in fluid mechanics, Publish or Perish, 1976.
- avec  J. Austin Cottrell et Yuri Bazilevs, Isogeometric analysis: Toward Integration of CAD and FEA, Wiley, 2009.
- The finite element method: Linear static and dynamics finite element analysis, Prentice Hall, 1985, 1987, Dover 2000.
- avec  Juan C. Simó, Computational inelasticity, Springer, 1998